# Dendropsophus elianeae
'Dendropsophus elianeae é uma espécie de anfíbio da família Hylidae.
Pode ser encontrada nos seguintes países: Brasil e possivelmente em Paraguai.
Os seus habitats naturais são: savanas húmidas, matagal húmido tropical ou subtropical, marismas de água doce e marismas intermitentes de água doce.
Está ameaçada por perda de habitat.